# Karine Sergerie
Karine Sergerie (ur. 1 lutego 1985 w Sainte-Catherine) – kanadyjska zawodniczka taekwondo, wicemistrzyni olimpijska, mistrzyni świata.
Srebrna medalistka igrzysk olimpijskich w Pekinie w 2008 roku w kategorii do 67 kg.
Jest złotą medalistką mistrzostw świata z 2007 roku, srebrną medalistką z 2003 roku i dwukrotną brązową medalistką (2005, 2011).
W 2007 otrzymała złoty medal igrzysk panamerykańskich.